# Ernst Wide
Ernst Theodor Wide (né le 9 novembre 1888 à Stockholm et décédé le 8 avril 1950 dans la même ville) est un athlète suédois spécialiste du demi-fond. Affilié à l'IK Göta, il mesurait 1,74 m pour 64 kg.

## Biographie

### Palmarès
| Date | Compétition           | Lieu      | Résultat | Épreuve            | Performance  |
| ---- | --------------------- | --------- | -------- | ------------------ | ------------ |
| 1912 | Jeux olympiques d'été | Stockholm | 5e       | 1 500 mètres       | 3 min 57 s 6 |
| 1912 | Jeux olympiques d'été | Stockholm | 2e       | 3 000 m par équipe | 13 pts       |

### Records
| Épreuve      | Performance  | Lieu      | Date |
| ------------ | ------------ | --------- | ---- |
| 1 500 mètres | 3 min 57 s 6 | Stockholm | 1912 |